# Carl Moritz
Carl Moritz (ur. 27 kwietnia 1863 w Berlinie, zm. 23 sierpnia 1944 w Bergu) – niemiecki architekt i przedsiębiorca budowlany.

## Życiorys
Urodził się w Berlinie, studiował architekturę na Uniwersytecie Technicznym w Berlinie. W 1894 rozpoczął pracę jako samodzielny architekt w Berlinie; tego samego roku wyjechał do Anglii w celach naukowych a rok później do Włoch. W latach 1896–1898 był inspektorem w wydziale budownictwa komunalnego w Kolonii, później pracował tam jako niezależny architekt. Do 1930 założył w Kolonii osiem architektonicznych firm, ściśle współpracując z takimi architektami jak Albert Betten i Werner Stahl. W 1934 przeszedł na emeryturę i zamieszkał w Bergu nad jeziorem Starnberg, gdzie zmarł w 1944 roku.

## Dzieła
Znacząca część jego prac to budynki banków; podczas swej kariery Moritz zaprojektował około 40 banków, głównie dla Barmer Bank Coporation dla której pracował jako architekt. Jako przedsiębiorca budowlany wybudował około 50 domów oraz 15 budynków mieszkalnych. Moritz jest autorem także 20 katolickich budynków sakralnych oraz siedmiu teatrów, dzięki tym projektom został powszechnie uznany za utalentowanego architekta. Był jednym z twórców neogotyckiej architektury w Kolonii. Był bardzo zainteresowany edukacją przyszłych pokoleń, podczas swojej kariery wygłosił wiele referatów i wydał kilka publikacji.
Moritz budował teatry, między innymi budynek opery w Kolonii w 1902, oryginalnie nazwany Stadtheater (Teatr Miejski) który został zniszczony podczas II wojny światowej.
Budynki które wciąż są w użytku to m.in. Opernhaus Wuppertal (1907), Stralsund Theatre (1913), Teatr Śląski im. Stanisława Wyspiańskiego w Katowicach.